# Charles-Théodore de Toerring-Jettenbach
Titre
Chef de la maison de Toerring
29 octobre 1929 – 14 mai 1967
(37 ans, 6 mois et 15 jours)
Charles-Théodore de Toerring-Jettenbach (en allemand : Karl Theodor zu Toerring-Jettenbach), comte de Toerring-Jettenbach, est né le 22 septembre 1900 à Winhöring, en Bavière, et mort le 14 mai 1967 à Munich, en Allemagne de l'Ouest. Chef de la maison de Toerring de 1929 à sa mort, c'est un aristocrate et un homme d'affaires bavarois.

## Famille

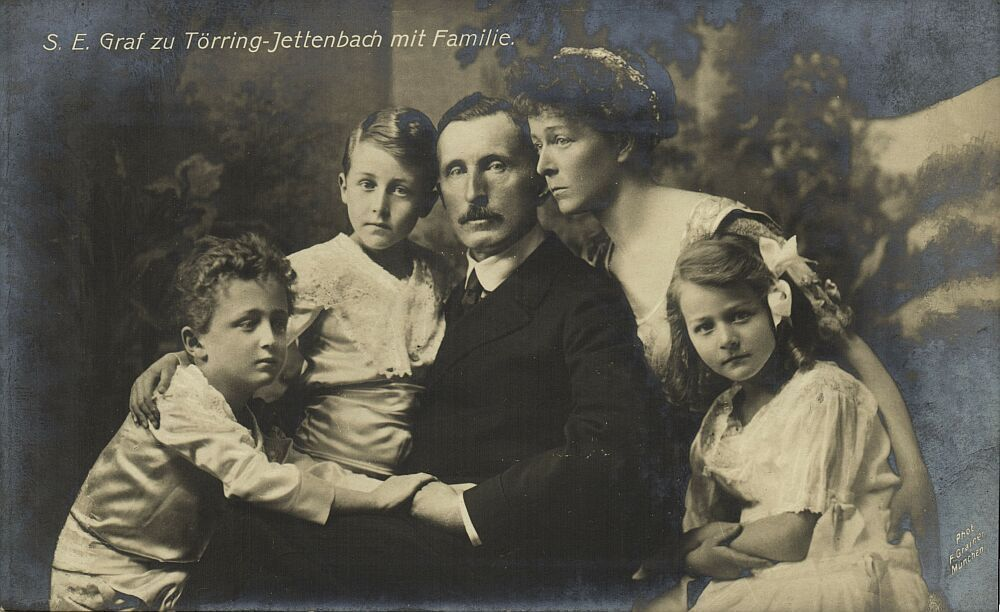
Charles-Théodore enfant avec sa famille vers 1910.

Le comte Charles-Théodore est le fils du comte Hans Veit zu Toerring-Jettenbach (1862-1929) et de son épouse la duchesse Sophie en Bavière (1875-1957) (1875-1957). Par son père, il est le petit-fils du comte Clément-Marie de Toerring-Jettenbach (de) (1826-1891) tandis que, par sa mère, il descend du duc Charles-Théodore en Bavière (1839-1909). Il est ainsi l'un des neveux du roi Albert Ier de Belgique et du prince royal Rupprecht de Bavière.
Les 9 et 10 janvier 1934, le comte Charles-Théodore épouse, à Seefeld, en Bavière, la princesse Élisabeth de Grèce (1904-1955), seconde fille du prince Nicolas de Grèce (1872-1938) et de sa femme la grande-duchesse Hélène Vladimirovna de Russie (1882-1957).
De ce mariage naissent deux enfants :
- Hans Veit de Toerring-Jettenbach (né à Munich, le 11 janvier 1935), comte de Toerring-Jettenbach, qui s'unit, en 1964, à la princesse Henriette de Hohenlohe-Bartenstein (1938), dont trois enfants[1] ;
- Hélène de Toerring-Jettenbach (née à Winhöring, le 20 mai 1937), comtesse de Toerring-Jettenbach, qui épouse, en 1956, l'archiduc Ferdinand d'Autriche (1918-2004), dont trois enfants[2].

## Biographie
Chef d'une famille médiatisée liée à la maison de Wittelsbach, le comte Charles-Théodore hérite d'un confortable patrimoine financier. Connu pour son raffinement, il possède une importante collection d'art moderne. Neveu de la reine Élisabeth de Belgique, le comte rencontre son épouse, la princesse Élisabeth de Grèce, lors d'un séjour chez son ami, et futur beau-frère, le régent Paul de Yougoslavie, en 1933.
Après l'arrivée d'Adolf Hitler au pouvoir, le comte Charles-Théodore démontre une certaine sympathie pour le régime nazi, sans pour autant rejoindre le NSDAP. À partir de 1939, le Troisième Reich utilise les liens de parenté entre Charles-Théodore et le régent Paul pour pousser la Yougoslavie à signer le pacte tripartite, ce qu'elle fait en 1941.
En 1952, le comte Charles-Théodore fonde, avec l'industriel Edmund Uher (de), la société d'équipement électronique Uher (de).
Mort en 1967, le comte Charles-Théodore est enterré au cimetière familial du château de Frauenbühl.